# Cornelis Sisselaar
Cornelis Sisselaar (Tjimahi, Indonesië), 8 augustus 1917 - Prévessin-Moëns, Frankrijk, 25 januari 2011) was een Nederlands militair.
Vaandrig Kees Sisselaar was dienstplichtig tijdens de meidagen van 1940. Daarna ging hij via Hoek van Holland naar Engeland. Hij kwam bij de Prinses Irene Brigade en ging op 6 januari 1942 als vrijwilliger naar Ceylon, waar hij opgeleid werd tot paratroeper. Hij werd lid van het Korps Insulinde, en maakte de eerste missie mee, Operatie Troemoen op Sumatra. Op 28 juni 1945 werd luitenant Sisselaar met een kleine verkenningsgroep op Oost-Sumatra gedropt. Op 31 augustus 1945 was hij de eerste Nederlandse en geallieerde militair die naar Rantau Prapat werd gestuurd om de gevangenen te bevrijden. In de maand oktober werden in 18 transporten de ruim 7 000 geïnterneerden overgebracht naar het Poloniakamp, een afgesloten stadsdeel van Medan.
Van 1946 - 1947 was Sisselaar commandant van de 1e Parachutisten Compagnie en van 1947 - 1948 commandant van de paragevechtsgroep in Nederlands-Indië/Indonesië. Hij overleed op 93-jarige leeftijd. 
Kapitein Sisselaar werd op 11 september 1951 onderscheiden met het Bronzen Kruis.